# 하야메정
하야메정 (하야메마치)(駛馬町)은 후쿠오카현의 남부, 미이케군에 있던 촌이다.

## 역사
- 1889년 4월 1일 - 정촌제 시행에 의해 미이케군 후지타촌, 니시요네오촌, 히가시요네오촌이 합병해 성립하였다.
- 1941년 4월 1일 - 오무타시에 편입되었다.